# Escapament antigènic
L'escapament antigènic (o escapament immunitari o evasió antigènica o evasió immunitària) es produeix quan el sistema immunitari no pot respondre a un agent infecciós. Això vol dir que els mecanismes de resposta que el sistema immunitari d'un host normalment utilitza per reconèixer i eliminar un virus o un patogen ja no són capaços de fer-ho. Aquest procés es pot produir en diversos mecanismes, tant de naturalesa genètica com ambiental. Aquests mecanismes inclouen la recombinació homòloga, i la manipulació i resistència de les respostes immunitàries de l'hoste.
Diferents antígens són capaços d'escapar mitjançant diversos mecanismes. Per exemple, els paràsits del tripanosoma africà són capaços d'eliminar els anticossos de l'hoste, així com resistir la lisi i inhibir parts de la resposta immunitària innata. Un altre bacteri, Bordetella pertussis, és capaç d'escapar de la resposta immunitària inhibint els neutròfils i els macròfags en el moment inicial de la infecció. Una de les causes d'escapament antigènic és que els epítops d'un patogen (els llocs d'unió de les cèl·lules immunitàries) es tornen massa similars als epítops MHC-1 d'una persona; llavors el sistema immunitari esdevé incapaç de distingir entre el patogen i les pròpies cèl·lules.
L'escapament antigènic no només és crucial per a la resistència de la resposta immunitària natural d'un hoste, sinó també per a la resistència a les vacunes. El problema de l'escapament antigènic ha dificultat molt el procés de creació de noves vacunes. Com que les vacunes generalment cobreixen una petita proporció de soques d'un virus, la recombinació de l'ADN antigènic d'aquests invasors els permet resistir fins i tot les vacunacions acabades de desenvolupar. Alguns antígens poden fins i tot dirigir-se a vies diferents de les que la vacuna tenia previst inicialment dirigir-se. Recents investigacions sobre moltes vacunes, inclosa la vacuna contra la malària, s'han centrat en com anticipar aquesta diversitat i crear vacunes que puguin cobrir un espectre més ampli de variacions antigèniques.